# Соль земли (фильм, 1954)
«Соль земли» (англ. Salt of the Earth) — кинофильм режиссёра Герберта Бибермана, вышедший на экраны в 1954 году. Снятый кинематографистами, находившимися в «чёрном списке» Голливуда, при участии большого количества непрофессиональных актёров, этот остросоциальный фильм не имел возможности попасть в широкий американский прокат и лишь со временем обрёл признание на родине. В 1954 году на кинофестивале в Карловых Варах лента получила главный приз — «Хрустальный глобус», а Росаура Ревуэльтас была удостоена приза лучшей актрисе. В 1992 году картина была включена в Национальный реестр фильмов.

## Сюжет
Фильм рассказывает о забастовке рабочих цинковой шахты в маленьком городке в штате Нью-Мексико. Обеспокоенный участившимися несчастными случаями на производстве, местный профсоюз шахтёров, большинство в котором составляют мексиканцы, требует улучшения условий труда и равенства в правах с белыми рабочими других шахт. Жёны рабочих не остаются в стороне и, часто к неудовольствию патриархально настроенных мужей, выдвигают своё требование — улучшить бытовые условия, в частности провести водопровод. Однако именно взаимная поддержка мужчин и женщин помогает забастовщикам успешно противостоять давлению хозяев шахты и полиции. В центре повествования находится семейная пара — Эсперанса и Рамон Кинтеро.

## Создание фильма
Идея фильма появилась у занесённого в «чёрный список» продюсера Пола Джаррико, когда он посетил забастовку шахтёров в округе Грант (Нью-Мексико), продолжавшуюся с октября 1950 по январь 1952 года. Сценарист Майкл Уилсон несколько месяцев провёл с рабочими и постепенно подготовил сценарий, основанный на произошедших событиях. Большинство ролей в фильме исполнили сами шахтёры, в частности роль Рамона Кинтеро досталась профсоюзному активисту Хуану Чакону. На роль главной героини планировалось пригласить Гейл Сондергард, однако в итоге её сыграла мексиканская кинозвезда Росаура Ревуэльтас. Участие в этом проекте закончилось её депортацией и фактически подорвало её кинокарьеру. Съёмки и обработка отснятого материала проходили с большими сложностями, поскольку политики и деятели индустрии выступали с осуждением участников проекта и создавали различные препятствия на его пути. Так, руководство профильного профсоюза технических работников кино запретило своим членам участвовать в работе над фильмом, а Говард Хьюз пытался организовать бойкот фильма со стороны всей киноиндустрии страны. Запреты распространялись и на киномехаников, поэтому фильм практически не имел возможности попасть в прокат, он демонстрировался в основном на профсоюзных собраниях и за пределами США.

## В ролях
- Росаура Ревуэльтас — Эсперанса Кинтеро
- Хуан Чакон — Рамон Кинтеро
- Уилл Гир — шериф
- Клинтон Дженкс — Фрэнк Барнс
- Эрнесто Веласкес — Чарли Видаль
- Генриетта Уильямс — Тереса Видаль
- Дэвид Вульф — Бартон
- Анхела Санчес — Консуэло Руис